# 소셜 웹
소셜 웹(social web)은 월드 와이드 웹을 통해 사람들을 연결하는 사회관계들의 모임이다. 전화, 문자, 이메일, 메신저, 트위터(SNS) 등 유무선 의사소통 수단을 하나로 통합한 SNS를 포괄하는 개념이다. 사이버 공간에서 특정한 목적에 따라 사람들과의 관계를 형성하여 정보를 주고받는 서비스를 의미하는 용어이다.

## 같이 보기
- 인터넷 사회학